# Mattias Agnesund
Mattias Agnesund, född 30 mars 1973 i Göteborgs Carl Johans församling, död 27 december 2010 i Masthuggs församling, Göteborg, var en svensk skribent.
Agnesund föddes med sjukdomen Duchennes muskeldystrofi, en sjukdom som successivt berövade honom all rörlighet utom vänster pekfingers knoge och höger tumme. Han var filosofie magister i datalingvistik.
Han kom 2005 ut med Blott en afton bor jag här, som av Mats Gellerfelt beskrevs som "en djupt gripande dubbelbiografi, dels över alla tiders främste svenske kyrkosångare, Einar Ekberg, dels över författarens egen andliga väg". Agnesund beskriver bland annat Ekberg och hans inställning till hälsa och helande som en dubbelnatur, där han kunde sjunga och vittna om Jesus som omedelbar lindring, och samtidigt om en mer långverkande närvaro som inte ger löften om ett liv utan smärta.
Dokumentärfilmaren Tom Alandh spelade 2006 in dokumentären Blott en afton bor jag här om Agnesund.
Mattias Agnesund avled 2010 vid 37 års ålder. Han är begravd på Västra kyrkogården i Göteborg.